# Michail Walerjewitsch Paschnin
Michail Walerjewitsch Paschnin (russisch Михаил Валерьевич Пашнин; * 11. Mai 1989 in Tscheljabinsk, Russische SFSR) ist ein russischer Eishockeyspieler, der seit Mai 2022 bei SKA Sankt Petersburg in der Kontinentalen Hockey-Liga spielt.

## Karriere
Der 1,79 m große Verteidiger spielte in der Saison 2005/06 erstmals für die zweite Mannschaft des HK Metschel Tscheljabinsk in der drittklassigen russischen Perwaja Liga. Im folgenden Jahr wurde Paschnin erstmals in die Profimannschaft berufen, für die er in jener Spielzeit 44 Zweitligaeinsätze bestritt. Bis zu seinem Wechsel nach Moskau im Sommer 2009 gehörte er zum Stammkader des HK Metschel.
Beim KHL Junior Draft 2009 wurde der Abwehrspieler als Top-Pick der Veranstaltung vom HK ZSKA Moskau ausgewählt, die sich somit die Rechte an ihm für den russischen Transfermarkt sicherten. Wenige Wochen später wählten ihn die New York Rangers in der siebten Runde des NHL Entry Draft 2009 an 200. Stelle aus, die sich somit die Transferrechte für Nordamerika sicherten.

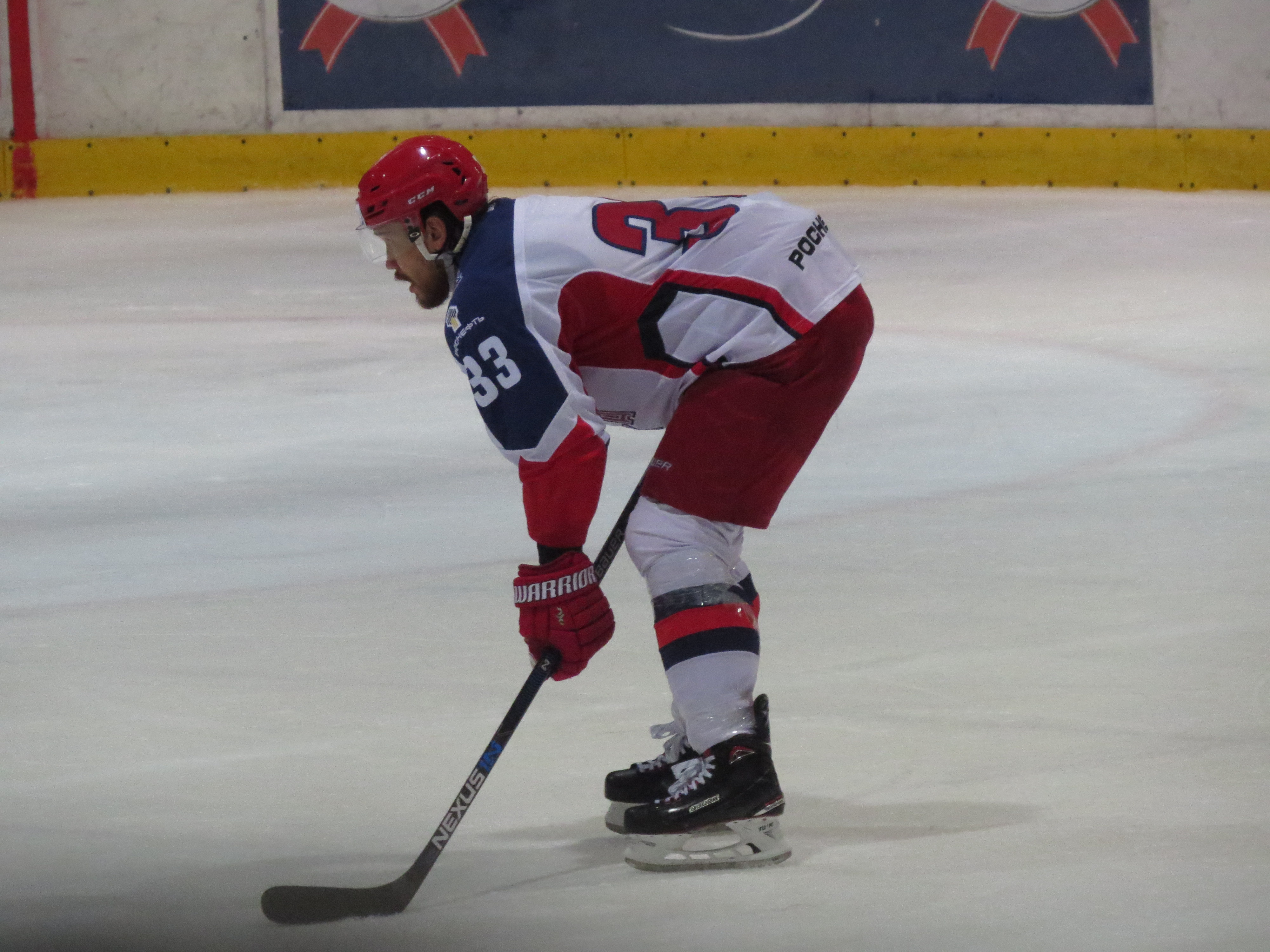
Paschnin im August 2017

Nach seinem Wechsel zum ZSKA etablierte sich Paschnin schnell im Profiteam des Klubs, erhielt aber auch einige Einsätze in der Molodjoschnaja Hockey-Liga. 2011 gewann er mit der Krasnaja Armija die Meisterschaftstrophäe der MHL, den Charlamow-Pokal.
Im Januar 2012 unterschrieb Paschnin einen Einjahresvertrag für die Saison 2012/13 bei Lokomotive Jaroslawl. Dieser wurde 2013 und 2015 verlängert. 2017 kehrte Paschnin zum ZSKA zurück und erreichte 2018 und 2019 jeweils das Play-off-Finale mit dem ZSKA. Unterlag der ZSKA 2018 noch dem Ak Bars Kasan, gewann er 2019 erstmals in seiner Karriere den Gagarin-Pokal und damit die russische Meisterschaft. Nach diesem Erfolg verließ er den Klub und wurde von Salawat Julajew Ufa verpflichtet.
Nach einer Saison in Ufa, wechselte er anschließend zu Metallurg Magnitogorsk und spielte dort für zwei Jahre. Für die Saison 2022/2023 unterschrieb Paschnin einen Zweijahresvertrag beim SKA Sankt Petersburg.

### International
Mit der russischen U20-Nationalmannschaft gewann Michail Paschnin bei der Junioren-Weltmeisterschaft 2009 die Bronzemedaille. In insgesamt sieben WM-Einsätzen konnte der Russe zwei Assists erzielen.

## Erfolge und Auszeichnungen
- 2009 Bronzemedaille bei der Junioren-Weltmeisterschaft
- 2011 Charlamow-Pokal-Gewinn mit Krasnaja Armija Moskau
- 2015 KHL-Verteidiger des Monats Oktober
- 2018 Beste Plus/Minus-Wertung (+28) der KHL
- 2019 Gagarin-Pokal-Gewinn und Russischer Meister mit dem HK ZSKA Moskau

## Karrierestatistik

### International
Vertrat Russland bei:
- U20-Junioren-Weltmeisterschaft 2009

(Legende zur Spielerstatistik: Sp oder GP = absolvierte Spiele; T oder G = erzielte Tore; V oder A = erzielte Assists; Pkt oder Pts = erzielte Scorerpunkte; SM oder PIM = erhaltene Strafminuten; +/− = Plus/Minus-Bilanz; PP = erzielte Überzahltore; SH = erzielte Unterzahltore; GW = erzielte Siegtore; 1 Play-downs/Relegation; Kursiv: Statistik nicht vollständig)